# Edificio Pérez Pallares
El edificio Pérez Pallares es una construcción de estilo ecléctico ubicada en las calles Venezuela y Chile del Centro Histórico de Quito (Ecuador), diagonal a la Plaza de la Independencia por su esquina nororiental, lo que le hace parte del conjunto urbano más importante de la ciudad.

## Historia
Fue construido en 1914 por los arquitectos Fernando Pérez Pallares y Antonino Russo para convertirse en el Hotel Metropolitano, aunque posteriormente fue ocupado por la Fundación Pérez Pallares y finalmente por el FONSAL y salones protocolares del Municipio de Quito. La más importante de las historias que se tejen en torno a este edificio, es que desde el balcón de la casa que existió antes en el mismo solar, Manuela Sáenz arrojó una corona de rosas y laurel al libertador Simón Bolívar durante su entrada triunfal a Quito, tras sellarse la independencia de la nación. En sus salones de protocolo, ubicados en el tercer piso, se han desarrollado importantes encuentros políticos y sesiones solemnes de la Presidencia de la República y el Cabildo capitalino.

## Estructura
Su estructura alcanza los cuatro pisos y se encuentra jerarquizada hacia la esquina, con vista a la Plaza Grande, aunque su ingreso principal se encuentra en la calle Chile. El tratamiento ecléctico en su fachada puede ser admirado desde todos los planos debido a la ubicación y tratamiento con volumen. Posee ventanas de vanos rectos en los dos primeros pisos, arcos rebajados en el tercero y de estilo art-nuvó en el cuarto; siendo las de los pisos intermedios las que se abren hacia balcones de hierro forjado sobre ménsulas. Llaman la atención las ventanas de triple abertura que se organizan hacia la esquina, rematada por un volumen sobre la cornisa.
Fue rehabilitada entre 1990 y 1992 para ser ocupada por oficinas municipales, adquiriendo las características espaciales internas de la actualidad, así como de servicios básicos. Se optaron por dos tonalidades de ocre para la fachada y verde oscuro para los balcones, el patio fue techado con estructura de hierro y vidrio, se recuperaron los cielos rasos, el recubrimiento de latón prensado y cenefas inferiores, mientras que el mobiliario y lámparas recrean las primeras décadas del siglo XX. El trabajo de recuperación, llevado a cabo por el arquitecto Fabián Espinoza, le hizo acreedora del Premio Nacional e Internacional en Rehabilitación del Patrimonio edificado de la VII Bienal de Arquitectura de Quito, en 1992.
Existen varios salones de uso ceremonial, sobre todo aquellos con vista hacia la plaza, un despacho protocolar del Alcalde de la ciudad y un salón dedicado a las Reinas de Quito, en el que se exhiben los retratos de las soberanas de la ciudad.